# Jim Schiman
Jim Schiman (ur. 10 stycznia 1974 r.) – amerykański narciarz, specjalista narciarstwa dowolnego. Najlepszy wynik na mistrzostwach świata osiągnął podczas mistrzostw w Whistler, gdzie zajął 7. miejsce w jeździe po muldach podwójnych. Nigdy nie startował na igrzyskach olimpijskich. Najlepsze wyniki w Pucharze Świata osiągnął w sezonie 2003/2004, kiedy to zajął 41. miejsce w klasyfikacji generalnej.
W 2006 r. zakończył karierę.

## Sukcesy

### Mistrzostwa Świata
| Miejsce | Dzień       | Rok  | Miejscowość | Konkurencja                 | Zwycięzca       |
| ------- | ----------- | ---- | ----------- | --------------------------- | --------------- |
| 34.     | 19 stycznia | 2001 | Whistler    | Jazda po muldach            | Mikko Ronkainen |
| 7.      | 21 stycznia | 2001 | Whistler    | Jazda po muldach podwójnych | Stéphane Yonnet |

### Puchar Świata

#### Miejsca w klasyfikacji generalnej
- 1994/1995 – 113.
- 1998/1999 – 62.
- 1999/2000 – 52.
- 2000/2001 – 54.
- 2001/2002 – 99.
- 2003/2004 – 41.

#### Miejsca na podium
1. Fernie – 24 stycznia 2004 (Muldy podwójne) – 1. miejsce
2. Inawashiro – 14 lutego 2004 (Jazda po muldach) – 2. miejsce

- W sumie 1 zwycięstwo i 1 drugie miejsce.